# Joeropsis schoelcheri
Joeropsis schoelcheri là một loài chân đều trong họ Joeropsididae. Loài này được Mueller miêu tả khoa học năm 1993.